# Потомје
Потомје је насељено место у саставу општине Оребић, на полуострву Пељешцу, Дубровачко-неретванска жупанија, Република Хрватска.

## Историја
До територијалне реорганизације у Хрватској налазило се у саставу старе општине Дубровник.

## Становништво
На попису становништва 2011. године, Потомје је имало 252 становника.
| Број становника по пописима | Број становника по пописима | Број становника по пописима | Број становника по пописима | Број становника по пописима | Број становника по пописима | Број становника по пописима | Број становника по пописима | Број становника по пописима | Број становника по пописима | Број становника по пописима | Број становника по пописима | Број становника по пописима | Број становника по пописима | Број становника по пописима | Број становника по пописима |
| --------------------------- | --------------------------- | --------------------------- | --------------------------- | --------------------------- | --------------------------- | --------------------------- | --------------------------- | --------------------------- | --------------------------- | --------------------------- | --------------------------- | --------------------------- | --------------------------- | --------------------------- | --------------------------- |
| 1857                        | 1869                        | 1880                        | 1890                        | 1900                        | 1910                        | 1921                        | 1931                        | 1948                        | 1953                        | 1961                        | 1971                        | 1981                        | 1991                        | 2001                        | 2011                        |
| 442                         | 379                         | 409                         | 400                         | 410                         | 409                         | 413                         | 418                         | 331                         | 348                         | 353                         | 340                         | 299                         | 264                         | 256                         | 252                         |

### Попис1991.
На попису становништва 1991. године, насељено место Потомје је имало 264 становника, следећег националног састава:
| Попис 1991.‍ | Попис 1991.‍ | Попис 1991.‍ | Попис 1991.‍ | Попис 1991.‍ |
| ----------- | ----------- | ----------- | ----------- | ----------- |
|             |             |             |             |             |
| Хрвати      | Хрвати      |             | 253         | 95,83%      |
| Црногорци   | Црногорци   |             | 3           | 1,13%       |
| Југословени | Југословени |             | 2           | 0,75%       |
| Муслимани   | Муслимани   |             | 2           | 0,75%       |
| Немци       | Немци       |             | 1           | 0,37%       |
| остали      | остали      |             | 1           | 0,37%       |
| непознато   | непознато   |             | 2           | 0,75%       |
| укупно: 264 |             |             |             |             |